# Улица Анатолия Живова
У́лица Анато́лия Жи́вова (до 1965 — Шеста́я Звенигоро́дская улица) — улица в Центральном административном округе города Москвы на территории Пресненского района. Берёт начало от Второй Звенигородской улицы, пересекает улицу Анны Северьяновой и заканчивается примыканием к улице Сергея Макеева. Нумерация домов начинается от Второй Звенигородской улицы.

## Происхождение названия
Названа 6 мая 1965 года в честь А. П. Живова (1925—1944), Героя Советского Союза, рядового, закрывшего своим телом амбразуру дзота. До ухода на фронт он жил вблизи этой улицы и работал на комбинате «Трёхгорная мануфактура». Прежнее название — Шестая Звенигородская улица, по своему расположению вблизи Звенигородского шоссе.

## Здания и сооружения
Дома на улице составляют ансамбль планировки и жилой застройки «Нижняя Пресня» (1920—1930 гг.)
По нечётной стороне:
- № 1 — Жилой дом (1927, архитектор В. И. Бибиков)
- № 3 — Жилой дом (1927, архитектор Н. А. Волков)

По чётной стороне:
- № 2 — Жилой дом (1928, архитектор Н. Малинин)
- № 4 — Жилой дом (1928, архитектор Н. А. Волков)
- № 6 — Жилой дом (1928, архитектор Н. А. Волков)
- № 8 — Жилой дом (1928, архитектор Н. Малинин))
- № 10 — Жилой дом (1928, архитектор Н. Малинин)

## Транспорт
- Станция метро «Улица 1905 года».